# Tevenvirinae
Die Tevenvirinae sind eine Unterfamilie von Viren in der Familie Straboviridae der Klasse Caudoviricetes, Morphotyp Myoviren. Als natürliche Wirte dienen Bakterien und Archaeen. Es gibt derzeit etwa 147 Arten (Spezies) in dieser Unterfamilie, die meisten davon sind einer von 14 Gattungen zugewiesen (Stand 5. November 2023). Die Unterfamilie Tevenvirinae ist zu unterscheiden von der früheren englischen Bezeichnung T-even bacteriophages für die in ihr enthaltene Spezies Tequatrovirus T4 mit den Stämmen T2, T4, T6, ….

## Aufbau

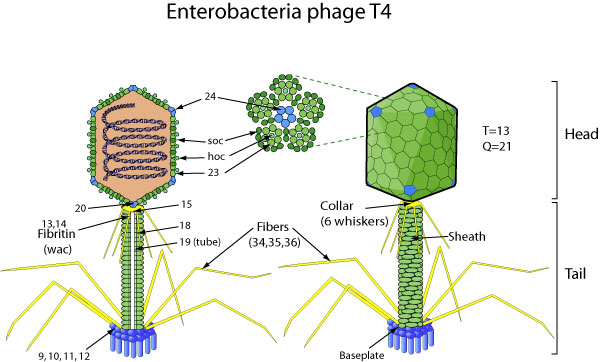
Schemazeichnungen eines Virusteilchens der Spezies Tequatrovirus T4 (Querschnitte und Seitenansicht)

Die Viruspartikel (Virionen) der Tevenvirinae sind nicht eingehüllt und haben den für Mitglieder der Klasse Caudoviricetes typische Kopf-Schwanz-Aufbau. Der länglich-ikosaedrische Kopf ist etwa 70 nm breit und 140 nm lang. Das dsDNA-Genom ist linear und hat eine Länge von etwa 170–245 kbp (Kilobasenpaaren). Es kodiert etwa 300 bis 415 Proteine.

## Vermehrungszyklus
Die Virusreplikation geschieht im Zytoplasma der Wirtszelle (dem Bakterium bzw. Archaeon). Der Eintritt in die Wirtszelle geschieht durch Adsorption. Das Virus tritt durch Lyse (Auflösung der Wirtszelle, d. h. ihrer Außenmembran) aus der Wirtszelle aus. Die Übertragung geschieht durch passive Diffusion.

## Systematik
Die folgende Liste führt die Gattungen und (auszugsweise) Spezies und Stämme in der Unterfamilie Tevenvirinae auf (mit Stand 7. Mai 2024 gemäß der International Committee on Taxonomy of Viruses (ICTV) Master Species List (MSL) #39v2):

Klasse: Caudoviricetes, Morphotyp: Myoviren; Familie: Straboviridae
- Unterfamilie: Tevenvirinae
  - Gattung: Dhakavirus (früher Js98virus, 12 Spezies)
    - Spezies: Dhakavirus anyang mit Escherichia-Phage AnYang
    - Spezies: Dhakavirus bp7 mit Escherichia-Phage Bp7
    - Spezies: Dhakavirus ecom005 mit Escherichia-Phage vB_EcoM_005
    - Spezies: Dhakavirus ime08 mit Escherichia-Phage IME08
    - Spezies: Dhakavirus ime281 mit Enterobacteria-Phage vB_EcoM_IME281
    - Spezies: Dhakavirus ime348 mit Enterobacteria-Phage vB_EcoM_IME341
    - Spezies: Dhakavirus JS10 mit Escherichia-Phage JS10
    - Spezies: Dhakavirus JS98 mit Escherichia-Phage JS98
    - Spezies: Dhakavirus mx01 mit Escherichia-Phage MX01
    - Spezies: Dhakavirus ql01 mit Escherichia-Phage QL01
    - Spezies: Dhakavirus vr5 (früher Escherichia-Virus VR5) mit Escherichia-Phage vb_EcoM-VR5
    - Spezies: Dhakavirus wg01 mit Escherichia-Phage WG01

  - Gattung: Gaprivervirus (früher Sp18virus, 6 Spezies)
    - Spezies: Gaprivervirus arezed mit Escherichia-Phage vB_EcoM_RZ
    - Spezies: Gaprivervirus sp18 mit Shigella-Phage SP18
    - Spezies: Gaprivervirus vr7 (früher Escherichia-Virus VR7) mit Escherichia-Phage vB_EcoM_VR7
    - Spezies: Gaprivervirus vr20 mit Escherichia-Phage vB_EcoM_VR20
    - Spezies: Gaprivervirus vr25 mit Escherichia-Phage vB_EcoM_VR25
    - Spezies: Gaprivervirus vr26 mit Escherichia-Phage vB_EcoM_VR26

  - Gattung: Gelderlandvirus (früher S16virus, 5 Spezies)
    - Spezies: Gelderlandvirus cgg41 mit Salmonella-Phage vB_SnwM_CGG4-1
    - Spezies: Gelderlandvirus melville mit Salmonella-Phage Melville
    - Spezies: Gelderlandvirus s16 (früher Salmonella-Virus S16) mit Salmonella-Phage vB_SenM-S16
    - Spezies: Gelderlandvirus stml198 mit Salmonella-Phage STML-198
    - Spezies: Gelderlandvirus stp4a mit Salmonella-Phage STP4-a

  - Gattung: Jiaodavirus (früher Jd18virus, 6 Spezies)
    - Spezies: Jiaodavirus jd18 mit Klebsiella-Phage JD18
    - Spezies: Jiaodavirus kp179 mit Klebsiella-Phage KP179
    - Spezies: Jiaodavirus kppv15 mit Klebsiella-Phage KPV15
    - Spezies: Jiaodavirus kpv477 mit Klebsiella-Phage vB_KpnM_KpV477
    - Spezies: Jiaodavirus mineola mit Klebsiella-Phage Mineola
    - Spezies: Jiaodavirus pko111 mit Klebsiella-Phage PKO111

  - Gattung: Kagamiyamavirus (1 Spezies)
    - Spezies: Kagamiyamavirus ecs1 mit Escherichia-Phage EcS1

  - Gattung: Kanagawavirus (5 Spezies)
    - Spezies: Kanagawavirus cipnine mit Enterobacter-Phage vB_EclM_CIP9
    - Spezies: Kanagawavirus eclm mit Enterobacter-Phage vB_EhoM-IME523
    - Spezies: Kanagawavirus mime mit Enterobacter-Phage vB_EclM_Q7622
    - Spezies: Kanagawavirus pei20 mit Edwardsiella-Phage PEi20
    - Spezies: Kanagawavirus threeohfive mit Kosakonia-Phage 305

  - Gattung: Karamvirus (früher Cc31virus, 4 Spezies)
    - Spezies: Karamvirus cc31 (früher Escherichia-Virus CC31) mit Enterobacter-Phage CC31
    - Spezies: Karamvirus mypsh1140 mit Enterobacter-Phage myPSH1140
    - Spezies: Karamvirus petcm34 mit Cronobacter-Phage Pet-CM3-4
    - Spezies: Karamvirus pg7 mit Enterobacter-Phage PG7

  - Gattung: Moonvirus (4 Spezies)
    - Spezies: Moonvirus cf1 mit Citrobacter-Phage CF1 ERZ-2017
    - Spezies: Moonvirus kayemsixteen mit Salmonella-Phage KM16
    - Spezies: Moonvirus merlin mit Citrobacter-Phage Merlin
    - Spezies: Moonvirus moon mit Citrobacter-Phage Moon

  - Gattung: Mosigvirus (früher Rb69virus, 13 Spezies)
    - Spezies: Mosigvirus 0157tp3 (früher Escherichia-Virus O157tp3 syn. Escherichia-Virus O157tp6,[8]) mit 
      - Escherichia coli O157 typing phage 3
      - Escherichia coli O157 typing phage 6
      - Escherichia coli O157 typing phage 13

    - Spezies: Mosigvirus 25307 mit Shigella-Phage phi25-307
    - Spezies: Mosigvirus atk47 mit Enterobacteria-Phage ATK47
    - Spezies: Mosigvirus c120 mit Escherichia-Phage phiC120
    - Spezies: Mosigvirus HX01 mit Escherichia-Phage HX01
    - Spezies: Mosigvirus JS09 (früher Escherichia-Virus ST0,[8]) mit
      - Escherichia phage ST0
      - Escherichia-Phage vB_EcoM-pEK20
      - Escherichia-Phage vB_EcoM_JS09 (alias Escherichia-Phage YZ-2013)
      - Escherichia-Phage vB_EcoM_LNA2
      - Escherichia-Phage vB_EcoM_TU01
      - Escherichia phage vB_EcoM-ZQ3
      - Shigella-Phage SSE1

    - Spezies: Mosigvirus mar005p1 mit Escherichia-Phage APCEc01
    - Spezies: Mosigvirus p000v mit Escherichia-Phage p000v
    - Spezies: Mosigvirus phapec2 (früher Escherichia-Virus PhAPEC2) mit Escherichia-Phage vB_EcoM_PhAPEC2
    - Spezies: Mosigvirus RB69 mit Escherichia-Phage RB69
    - Spezies: Mosigvirus sf mit Escherichia-Phage SF
    - Spezies: Mosigvirus shsm521 mit Shigella-Phage SHSML-52-1
    - Spezies: Mosigvirus utam mit Shigella-Phage Shf125875

  - Gattung: Mosugukvirus (1 Spezies)
    - Spezies: Mosugukvirus pm2, mit
      - Pectobacterium-Bakteriophage PM2 (engl. Pectobacterium bacteriophage PM2)[A. 1]

  - Gattung: Roskildevirus (1 Spezies)
    - Spezies Roskildevirus cronus, mit
      - Erwinia-Phage Cronus

  - Gattung: Tegunavirus (früher Tg1virus, 3 Spezies)
    - Spezies Tegunavirus fheyen901, mit
      - Yersinia-Phage fHe-Yen9-01

    - Spezies Tegunavirus r1rt mit Yersinia-Phage phiR1-RT
    - Spezies Tegunavirus yenmtg1 mit Yersinia-Phage vB_YenM_TG1

  - Gattung: Tequatrovirus (früher T4virus, T4likevirus, T4-ähnliche Viren, 83 Spezies)[9]
    - Spezies: Escherichia virus CF2 (Escherichia-Virus CF2)
    - Spezies: Tequatrovirus ar1 mit Escherichia-Phage AR1
    - Spezies: Tequatrovirus c40 (früher Escherichia-Virus C40)  mit Escherichia-Phage vB_EcoM_ACG-C40
    - Spezies: Tequatrovirus cm8 mit Shigella-Phage CM8
    - Spezies: Tequatrovirus cromcrrp10 mit Citrobacter-Phage vB_CroM_CrRp10
    - Spezies: Tequatrovirus deeone (früher  Yersinia-Virus D1) mit Yersinia-Phage phiD1
    - Spezies: Tequatrovirus e112 mit Escherichia-Phage vB_EcoM_112
    - Spezies: Tequatrovirus ec04 mit Escherichia-Phage ECO4
    - Spezies: Tequatrovirus ec121 mit Escherichia-Phage EC121
    - Spezies: Tequatrovirus ecml134 mit Escherichia-Phage ECML-134
    - Spezies: Tequatrovirus hy01 mit Escherichia-Phage HY01
    - Spezies: Tequatrovirus hy03 mit Escherichia-Phage HY03
    - Spezies: Tequatrovirus ime09 mit Escherichia-Phage ime09
    - Spezies: Tequatrovirus ime537 mit Escherichia-Phage vB_EcoM_IME537
    - Spezies: Tequatrovirus pss1 mit Shigella-Phage pSs-1
    - Spezies: Tequatrovirus pst mit Yersinia-Phage PST
    - Spezies: Tequatrovirus RB3 mit Escherichia-Phage RB3
    - Spezies: Tequatrovirus RB14 mit Escherichia-Phage RB14
    - Spezies: Tequatrovirus RB18 mit Enterobacteria-Phage RB18
    - Spezies: Tequatrovirus RB27 mit Enterobacteria-Phage RB27
    - Spezies: Tequatrovirus RB32 mit Escherichia-Phage RB32
    - Spezies: Tequatrovirus RB51 mit Enterobacteria-Phage RB51
    - Spezies: Tequatrovirus sf21 mit Shigella-Phage Sf21
    - Spezies: Tequatrovirus sf22 mit Shigella-Phage Sf22
    - Spezies: Tequatrovirus sf23 mit Shigella-Phage Sf23
    - Spezies: Tequatrovirus sf24 mit Shigella-Phage Sf24
    - Spezies: Tequatrovirus SHBML501 mit Shigella-Phage SHBML-50-1
    - Spezies: Tequatrovirus shfl2 mit Shigella-Phage Shfl2
    - Spezies: Tequatrovirus shfml11 mit Shigella-Phage SHFML-11
    - Spezies: Tequatrovirus shfml26 mit Shigella-Phage SHFML-26
    - Spezies: Tequatrovirus slur02 (früher Escherichia-Virus slur02 syn. Escherichia-Virus slur04) mit 
      - Escherichia-Phage slur02
      - Escherichia-Phage slur04[10][11]

    - Spezies: Tequatrovirus slur03 mit Escherichia-Phage slur03
    - Spezies: Tequatrovirus slur07 mit Escherichia-Phage slur07
    - Spezies: Tequatrovirus snuabm mit Salmonella-Phage pSe_SNUABM_01
    - Spezies: Tequatrovirus T2 mit Escherichia-Phage T2 (abgetrennt von Tequatrovirus T4)

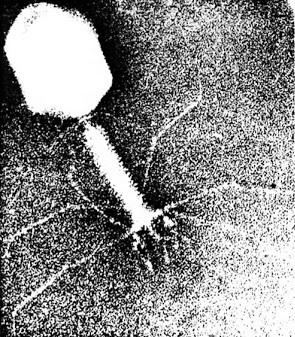
EM-Aufnahme eines Virions des Enterobacteria-Phagen T4

    - EM-Aufnahme eines Virions des Enterobacteria-Phagen T4Spezies: Tequatrovirus T4 (früher Escherichia-Virus T4)
      - Escherichia-Phage T4 alias Enterobacteria-Phage T4 (abgetrennt von Tequatrovirus T4)

    - Spezies: Tequatrovirus T6 mit Enterobacteria-Phage T6
    - Spezies: Tequatrovirus yueel1 (abgetrennt von Escherichia-Virus CF2) mit 
      - Escherichia-Phage YUEEL01
      - Escherichia-Phage HP3 (früher zu Escherichia-Virus HP3, Spezies Mosigvirus hp3)[12][13]

  - Gattung: Winklervirus (mit Schreibvariante Winklevirus,[8] 2 Spezies)
    - Spezies Winklervirus chi14 mit Serratia-Phage CHI14
    - Spezies Winklervirus xtwenty mit Serratia-Phage X20
    - Spezies: „Serratia-Phage vB_SspM_LC53“ (engl. „Serratia phage vB_SspM_LC53“), Vorschlag

  - ohne Gattungszuweisung (1 Spezies)
    - Spezies: Acinetobacter virus 133<1--offiziell--> (Acinetobacter-Virus 133) mit Acinetobacter-Phage 133
    - Spezies: „Pseudomonas-Virus 42“ (engl. Pseudomonas virus 42),[A. 2] mit
      - Pseudomonas-Phage 42

    - Spezies „Escherichia-Phage phiEC1“ (engl. „Escherichia phage phiEC1“), inkl.[15]
      - Escherichia-Phage vB_EcoM_SA35RD
      - Escherichia-Phage vB_EcoM_SA79RD